# Le Musée français

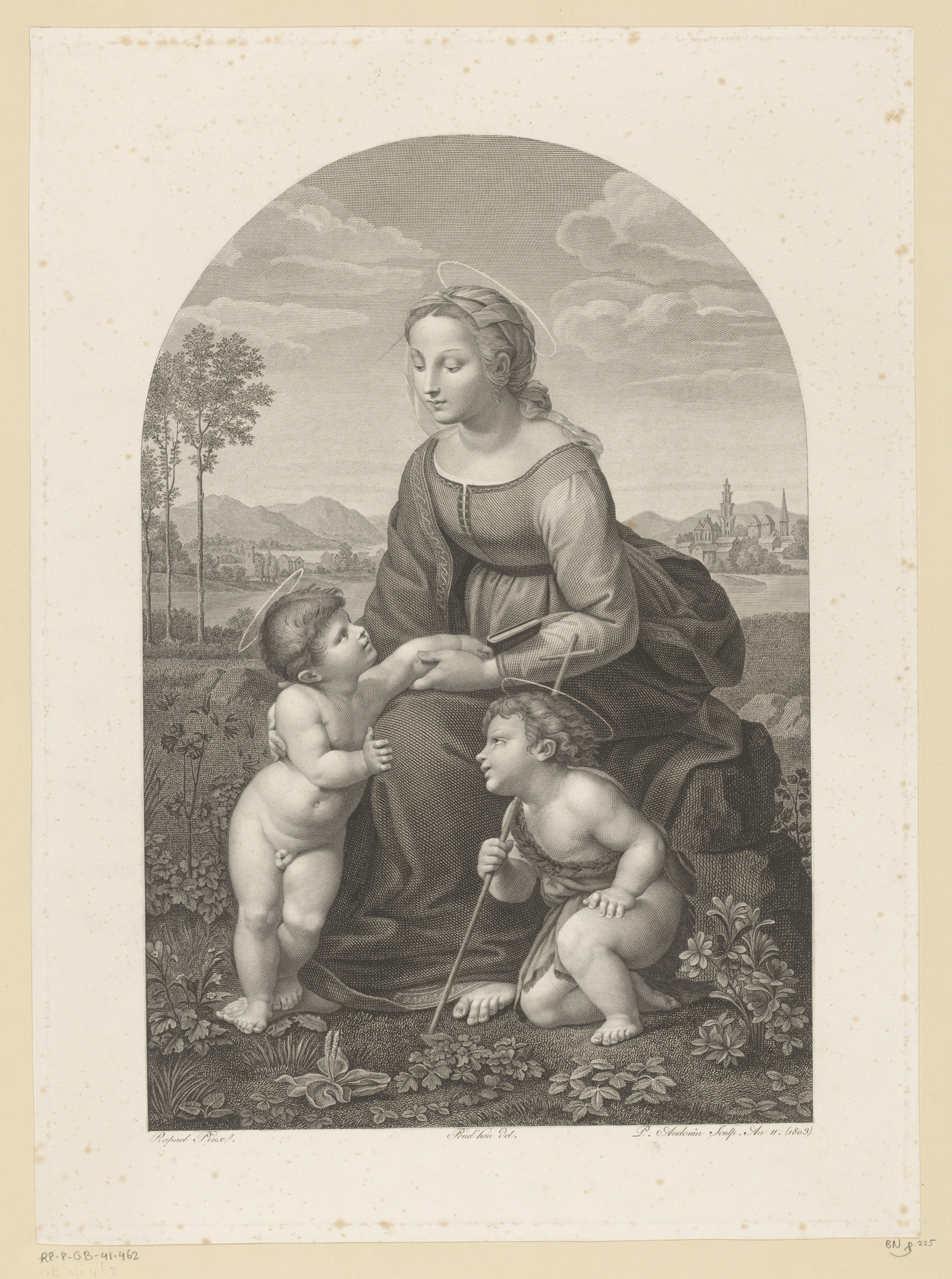
“La Belle Jardinière,” par Raphael. Gravure par Pierre Audouin, d’après un dessin par Pierre-Paul Prud’hon (image 34.4 x 23.3 cm) de la peinture du Musée du Louvre ; publiée dans la première livraison du Musée française, 1803.

Le Musée français est une publication française de gravures sortie en livraisons à Paris entre 1803 et 1824. Elle a eu trois titres successifs : Le Musée français, Le Musée Napoléon et Le Musée royal, et se compose d'un total de 504 gravures grand format de peintures et de sculptures classiques accompagnées de commentaires et de préfaces imprimés en typographie, généralement reliées en six volumes.

## Histoire
Le projet a été initié et dirigé par le graveur Pierre-François Laurent avec l'aide et le soutien financier de son beau-cousin Louis-Nicolas-Joseph Robillard de Péronville jusqu'en 1809, date à laquelle tous deux sont morts et la direction passe au fils de Laurent, Henri, qui était également graveur. Bénéficiant du décret d'un prêt gouvernemental signé personnellement par Bonaparte, la publication est relancée en 1812 dans une nouvelle souscription avec une deuxième série de planches et un nouveau titre, Le Musée Napoléon. Sa parution est suspendue à l'effondrement du Premier Empire ; et lorsqu'elle reprend en 1817, ce titre est remplacé par un troisième, reflétant le nouveau régime politique, Le Musée royal ; il continue à être dirigé par Henri Laurent, qui reçoit du nouveau roi Louis XVIII la nomination officielle de « graveur du Cabinet du Roi ».

## Contenu

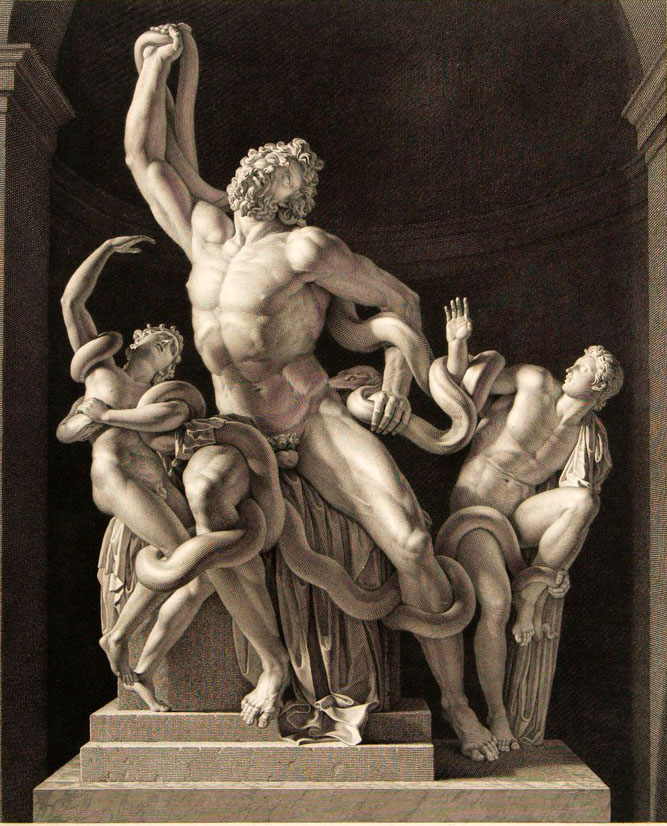
“Le Laocoon,” sculpture romain. Gravure par Charles Clément Bervic, d’après un dessin par Pierre Bouillon (image 34 x 27.7 cm); publiée dans la dernière livraison de la première série du Musée français, 1812.

La première série du Musée français est composée de quatre volumes publiés entre 1803 et 1812, contenant 343 planches non numérotées, grand in-folio ; la deuxième série, Le Musée royal, est composée de deux volumes publiés entre 1812 et 1824 contenant 161 planches non numérotées, grand in-folio. Les planches ont souvent été exposées par leurs graveurs comme des œuvres d'art individuelles aux Salons du Louvre ; elles montrent une diversité de styles de gravure, utilisant le burin avec ou sans l'aide de l'eau-forte et du poinçon,, comme cela se pratiquait à cette époque pour représenter la peinture narrative, le portrait et le paysage, ainsi que la sculpture classique, avant l'invention de la photographie.
Les textes de commentaires et les essais ont été rédigés par Simon-Célestin Croze-Magnan (jusqu'en 1806), Toussaint-Bernard Émeric-David (entre 1806 et 1812), Ennius Quirinus Visconti (de 1806 à sa mort en 1818), François Guizot (entre 1812 et 1824) et Charles le comte de Clarac (après 1818).

## Accueil par les contemporains
C'était l'une des plusieurs publications consacrées à l'illustration des peintures et des sculptures classiques saisies par les gouvernements révolutionnaires pour être exposées en permanence dans le nouveau musée du Louvre,. Le Musée français était particulièrement estimé pour la grande dimension de ses gravures, qui étaient l'occasion d'exposer l'art du graveur ; chacune d'entre elles aurait nécessité des mois, voire des années, de travail. Plus de 150 graveurs de toute l'Europe ont été employés dans leur production, utilisant des dessins préparatoires de plus de 60 dessinateurs, dont certaines des plus distingués de leur génération. Sa parution fut saluée dans le journal officiel, Le Moniteur, comme une œuvre d’art importante elle-même, plus digne de l'attention du public que toute œuvre similaire depuis l'origine même de l'art de la gravure. Peu de temps après, le directeur du musée, Vivant Denon, a salué Le Musée français comme un « monument des arts » et a mis fin au programme officiel de la Chalcographie de son musée pour faire graver les œuvres de ses collections. Dans les rapports officiels du gouvernement, ainsi que dans les revues de presse, sa préparation a été créditée d'avoir relancé à elle seule la pratique de la gravure au burin en France et d'être devenue la source d'une « grande école » en encourageant le développement de compétences jugées importantes pour le progrès de l'art et du commerce national : la simulation des qualités d'œuvres d'art très appréciées au moyen de l'impression, d'une manière adaptée à la transmission de l'information, de l'inspiration artistique et de la commémoration. Le succès populaire est abondamment constaté dans la presse,.
Dans la littérature bibliographique, elle était communément décrite comme une « collection magnifique »,,. Le répertoire de Brunet ne contient aucune œuvre présentant une quantité comparable de gravures de reproduction de grand format, entièrement réalisées et, selon les jurys officiels de l'Exposition de 1806 et de l'Exposition de 1819, la qualité d'exécution était « parfaite »,.